# Zebracápa
A zebracápa (Stegostoma fasciatum) a porcos halak (Chondrichthyes) osztályába, a cápák és ráják (Elasmobranchii) alosztályába és a zebracápafélék (Stegostomatidae) családjába tartozó egyetlen faj.

## Előfordulása
Az Indiai-óceán és Csendes-óceán vizeiben honos.

## Megjelenése
Testhossza maximum 3.5 méter. A hímek átlagos hosszúsága: 2.5 m, a nőstények átlagos hosszúsága: 2 m.

## Életmódja
Nappal a korallokon vagy a homokos aljzaton pihen, leginkább éjszaka aktív. Tápláléka kisebb halakból, kagylókból, csigákból és rákokból áll, melyeknek a páncélját a fogaival töri össze. Jól tűri a fogságot ezért gyakran látható akváriumokban. Emberre nem veszélyes.

## Érdekességek
A fiatal egyedek mintázata még hasonlít a zebráéra, viszont ahogy kezdenek felnőni a színük kifakul és a csíkjaik fokozatosan eltűnnek. A kifejlett példánynak már citromsárga színe és fekete pöttyei vannak.
|  |  |